# Eupterote hirsuta
Eupterote hirsuta är en fjärilsart som beskrevs av Swinhoe 1891. Eupterote hirsuta ingår i släktet Eupterote och familjen Eupterotidae. Inga underarter finns listade i Catalogue of Life.